# Бей, Турхан
Турхан Бей (при рождении — Turhan Gilbert Selahattin Shahultavy) (род. 30 марта 1922, Вена — 30 сентября 2012, там же) — австрийский актёр турецкого и чешско-еврейского происхождения, бывший популярным ведущим в голливудских фильмах и шоу 1940-х гг.

## Биография
Родился в Вене, столице первой Австрийской республики, 30 марта 1922 года. В 1930 г. маленький Турхан вместе с родителями переезжает в США. Он начинает интересоваться театром и актерским мастерством, и занимается в Пасаденском театре (англ. Pasadena Playhouse) в г. Пасадина (штат Калифорния).

### Фильмография и карьера актера

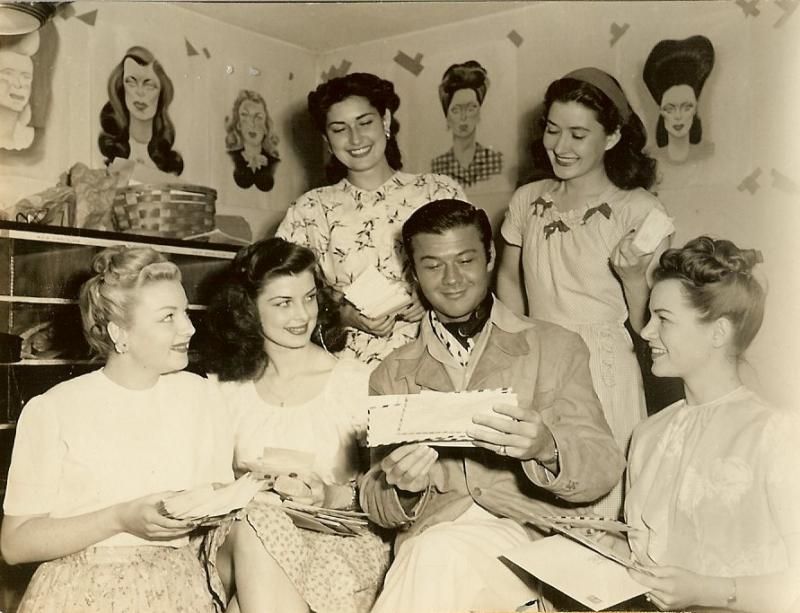
Турхан Бей (1953)

Первой ролью Турхана в кино была небольшая роль в фильме «Тени на ступенях», снятом в 1941 году.
Турхан Бей достаточно часто появлялся в кино в «экзотических» ролях, часто противостоя на экране Марии Монтес (исп. María Montez). Вместе эта творческая пара появлялась в фильмах:
- «Raiders of the Desert»
- «Арабские ночи»
- «Bombay Clipper»
- «White Savage»
- «Ali Baba and the Forty Thieves»
- «Bowery to Broadway»
- «Follow the Boys»
- «Sudan»

Также Турхан Бей сыграл достаточно запоминающуюся роль в фильме «Удивительный мистер Икс».
Карьера Бея пришла в некоторый упадок после конца 1940-х, когда он снялся в своем последнем крупном фильме «Узники Касбы» в 1953 г., после чего карьера пережила краткое возрождение в 1990-х. Среди прочего, он исполнил две эпизодические роли в научно-фантастическом сериале «Вавилон-5» — вначале у него была роль центаврийского императора Турхана, после чего он согласился на предложенную ему роль минбарского рейнджера Турвала.

## Дополнения
О судьбе и биографии Турхана Бея был снят документальный фильм «Vom Glück verfolgt. Wien — Hollywood — Retour», автором которого стала австрийский документалист Андреа Экерт (нем. Andrea Eckert).

## Семья
Скончался 30 сентября 2012 года в Вене, Австрия от болезни Паркинсона. Его отец, имя которого было Принц Лутфулла, был турецким дипломатом, а мать — чехословацкой еврейкой. Некоторое время он встречался с американской актрисой  Ланой Тернер.